# Rozhledna na Šacberku
Rozhledna na Šacberku stávala na vrchu Rudný (též Šacberk) mezi Pávovem, Lesnovem a Zbornou, zhruba 4,5 km severně od Jihlavy. Do současnosti se z ní dochovalo torzo.

## První rozhledna
V roce 1853 předložil tehdejší jihlavský starosta Peter Ernst Leupold von Löwenthal obecnímu výboru návrh na vybudování rozhledny na vrchu Rudný. Návrh byl výborem jednohlasně přijat a na podzim téhož roku se započalo se stavbou. Ta trvala do jara 1854 a stála město Jihlavu přibližně 400 zlatých. Dne 5. května zástupci města spolu se starostou Alexandrem Theurerem rozhlednu prohlédli a po odstranění drobných závad došlo 24. července ke slavnostnímu zprovoznění. Jednalo se tak o vůbec první rozhlednu na Českomoravské vrchovině. V roce 1861 prošla pro řadu závad generální rekonstrukcí, která městskou pokladnu stála 27 zlatých. Tuto opravu nařídil policejní komisař Adolf Kirschner. Další velkou opravou prošla v roce 1865 a tentokrát město za ni zaplatilo 255 zlatých. V provozu zůstala rozhledna až do podzimu 1870. Dne 23. října byla nad Jihlavou podle svědků pozorována polární záře, a v noci ze 26. na 27. října bylo město postiženo silnou vichřicí, která poškodila věž kostela sv. Jakuba a některé další jihlavské budovy. Kromě stromů jí za oběť padla také rozhledna. Ta následně nebyla opravena, dřevo se rozprodalo a dochovaná zděná část zchátrala.
Jak tato první rozhledna vypadala, není přesně známo, protože se nedochovalo žádné její vyobrazení. Podle dochovaného ústního popisu se skládala ze dvou částí. První představovala patrová budova v patře s tanečním sálem. Nad ní se pak tyčila věž s vyhlídkovými ochozy. Nad vstupem pak byla umístěna černá deska se zlatým nápisem Cives cibilus. V přízemí objektu bylo občerstvení, které do roku 1865 provozoval Alois Geibler. Každoročně v květnu se zde pak konal majáles.
Do současnosti se dochovaly dva z návrhů podoby rozhledny, pravděpodobně však ani z jeden z nich nebyl realizován. První z návrhů vytvořil Johann Swoboda a je datován ke dni 24. listopadu 1852. Rozhledna zde má podobu jednopatrového pseudogotického zámečku o půdorysu obdélníka a čtyřpatrovou věží. Celková výška navrhovaného objektu činila 15,8 metru. Celá stavba měla být ze dřeva, pouze jádro v přízemí (se vstupem na věž, kuchyní a výčepem) mělo být zděné. Cena byla odhadována 1910 zlatých. Autor druhého návrhu není znám, stejně tak není známa doba vytvoření. Z osmibokého zděné přízemní budovy s kuchyní a výčepem vyrůstala třípatrová dřevěná věž s vyhlídkovým ochozem. Celková výška činila 19,5 metru a cena přibližně 733 zlatých.

## Druhá rozhledna
V roce 1895 došlo v Jihlavě k založení okrašlovacího spolku v jehož čele se vystřídali dr. Theodor Tomaschek a prof. Franz Piger. V té době také sílil názor na obnovení rozhledny na Šacberku. Spolek proto požádal vedení města o stavební povolení. Dne 6. ledna 1901 začaly přípravy výstavby, které však byly roku 1905 přerušeny. Dne 20. března 1907 nechal nový vedoucí spolku Emanuel Schulz výstavbu obnovit. Realizací stavby byl pověřen architekt Kajetán Malnati. Už 1. září téhož roku došlo k jejímu zpřístupnění veřejnosti.
Původně se uvažovalo o vytvoření železné nebo betonové věže, o čehož bylo z důvodů vysokých nákladů upuštěno. Druhá rozhledna měla podobu osmiúhelníkové štíhlé věže ze dřeva o celkové výšce 27,7 metru. Stála na 4,4 metru vysokém soklu z kamene o půdorysu osmiúhelníku o průměru 6,5 metru. Vyhlídkový ochoz byl ve výšce 21,5 metru. Stabilitu pak zajišťovaly tři řady po čtyřech silných lanech. Výstavba stála 5600 korun, přičemž spolek zaplatil 3 241 korun, 1 000 korun dalo město a zbývajících 1 359 korun doplatila spořitelna.
Během druhé světové války sloužila rozhledna jako letecká pozorovatelna. Dne 1. října 1940 rozhledna shořela.

## Myšlenky na obnovu
Od počátku 21. století se periodicky objevují náměty na znovupostavení rozhledny, obvykle následované poukazem na nedostatek financí či stavebně-technické obtíže plynoucí z přítomnosti televizního vysílače Českých Radiokomunikací, který byl na vrchu postaven v 80. letech. O obnově rozhledny tak bylo uvažováno mimo jiné v letech 2000, 2002, 2014, 2021, 2024 a 2025, přičemž v posledně jmenovaném roce byl veřejnosti představen již i název zamýšlené rozhledny – měla by nést jméno Honzík.

## Galerie

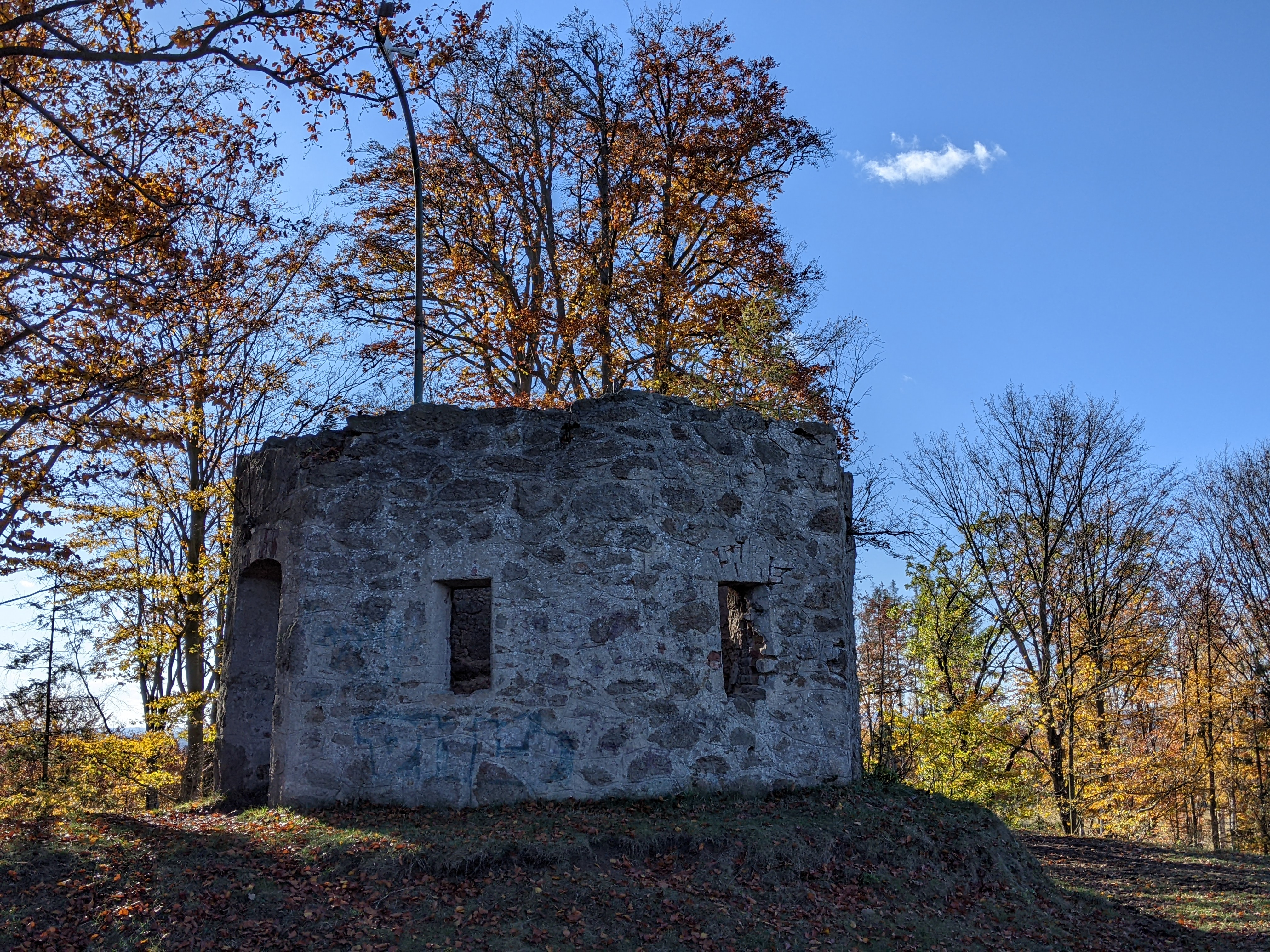
Kamenný základ rozhledny
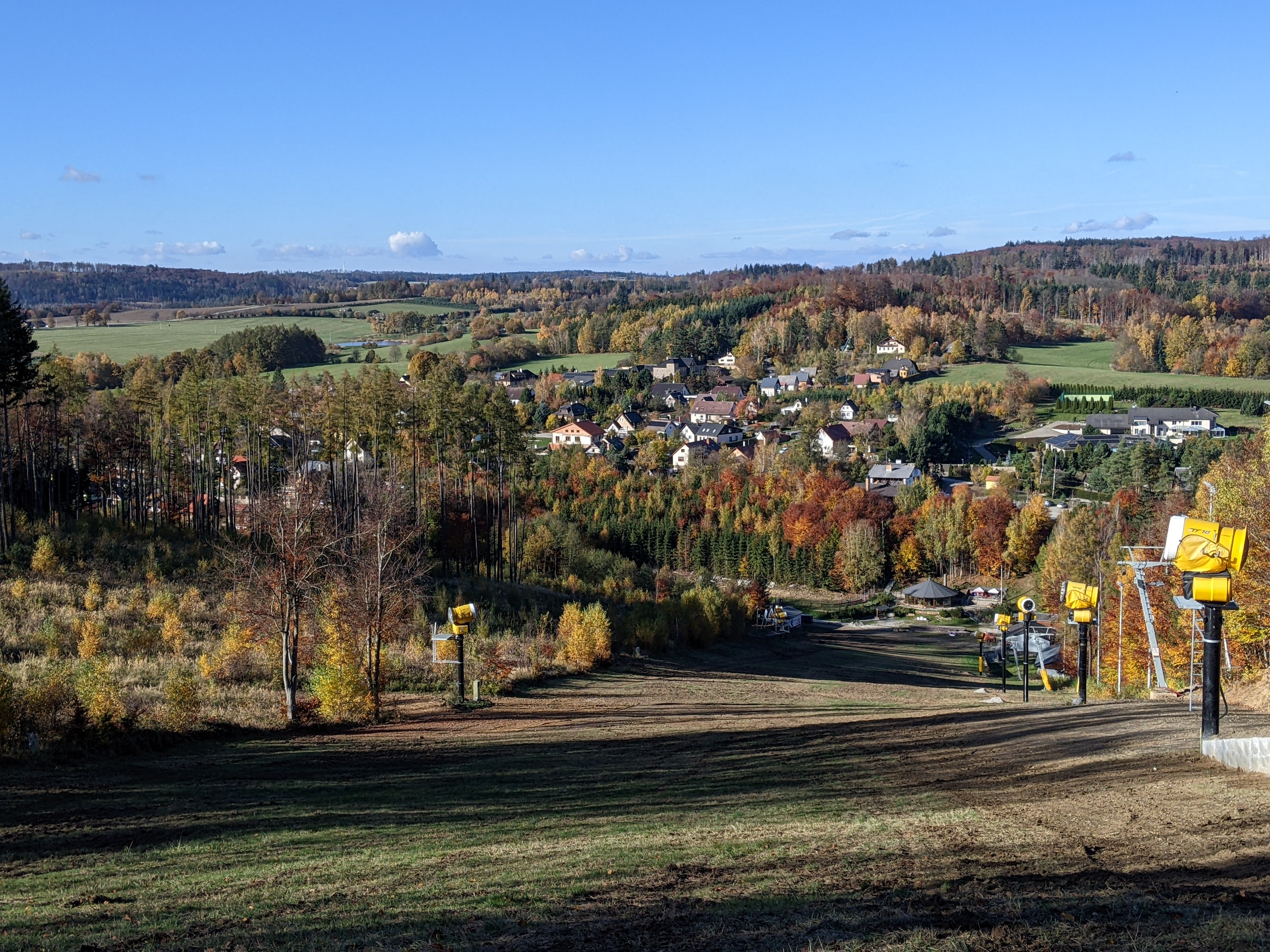
Sjezdovka ski areálu Šacberk, v povzdálí Zborná
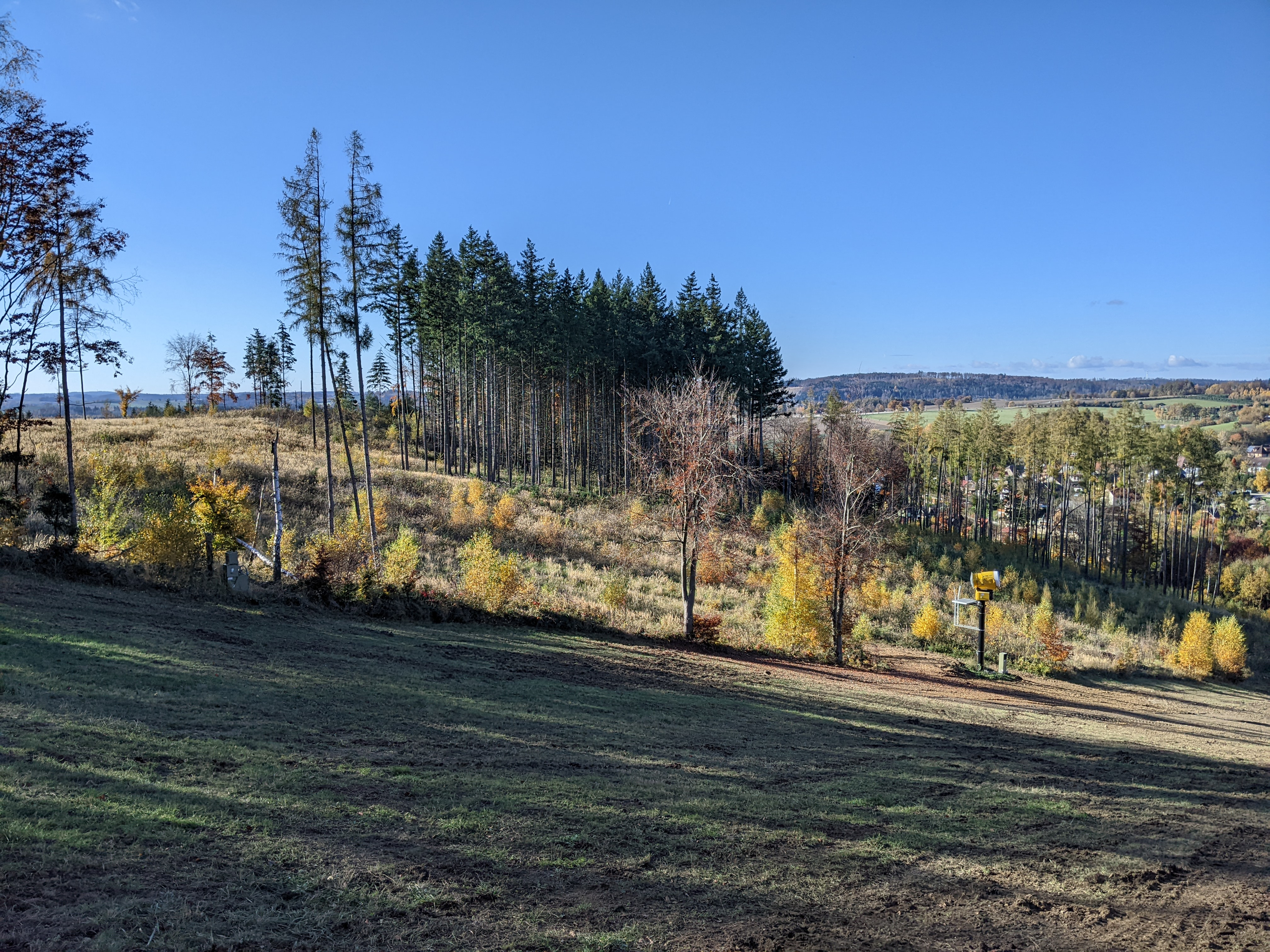
Pohled severozápadním směrem
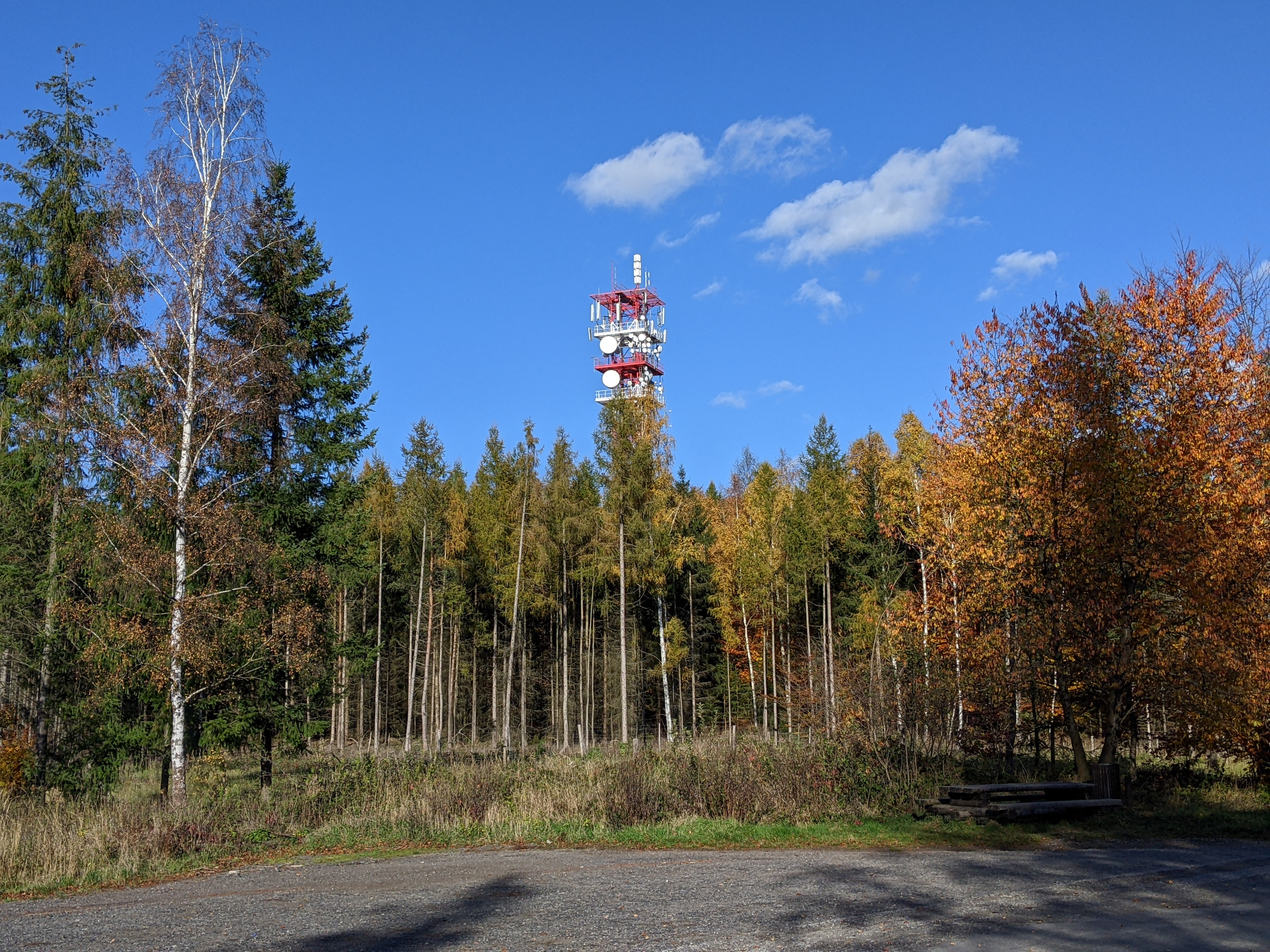
180 m od torza rozhledny stojí příhradový stožár vysílače Jihlava – Rudný